# Metaxytherium lovisati
Espèce
Metaxytherium lovisati est une espèce éteinte de mammifères marins de l'ordre des siréniens (mammifères aquatiques ancêtres du lamantin et du dugong). Il appartient au genre Metaxytherium, (de Christol, 1840), selon Daryl Paul Domning en 1996. Ses fossiles se trouvent uniquement à Sassari en Italie.

## Systématique
L'espèce Metaxytherium lovisati a été décrite pour la première fois en 1886 par le paléontologue italien Giovanni Capellini (1833-1922).

## Étymologie
Son épithète spécifique, lovisati, lui a été donnée en l'honneur du géologue et paléontologue italien Domenico Lovisato (d) (1842-1916).

## Publication originale
- G. Capellini, 1886 : « Sopra resti di un isrenio fossile (Metaxytherium lovisati, Cap.) Raccolti a Monte Fiocca Presso Sassari in Sardegna ». Memoria della Reale Accademia delle Scienze dell'Instituto di Bologna, sér. 4, vol. 7, p. 39-53 (lire en ligne).